# Tabernakulum

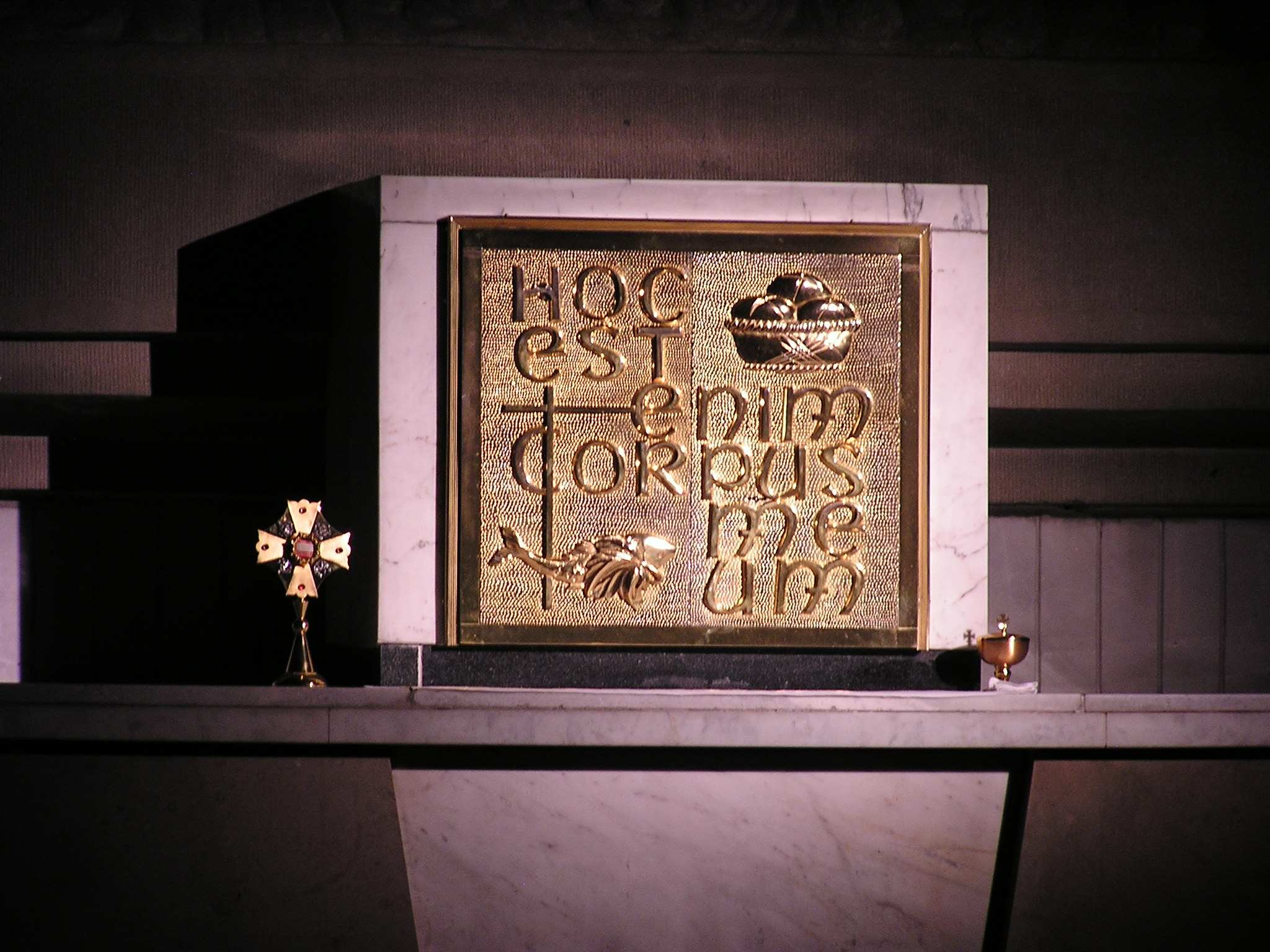
Tabernakulum w kościele w Ołtarzewie

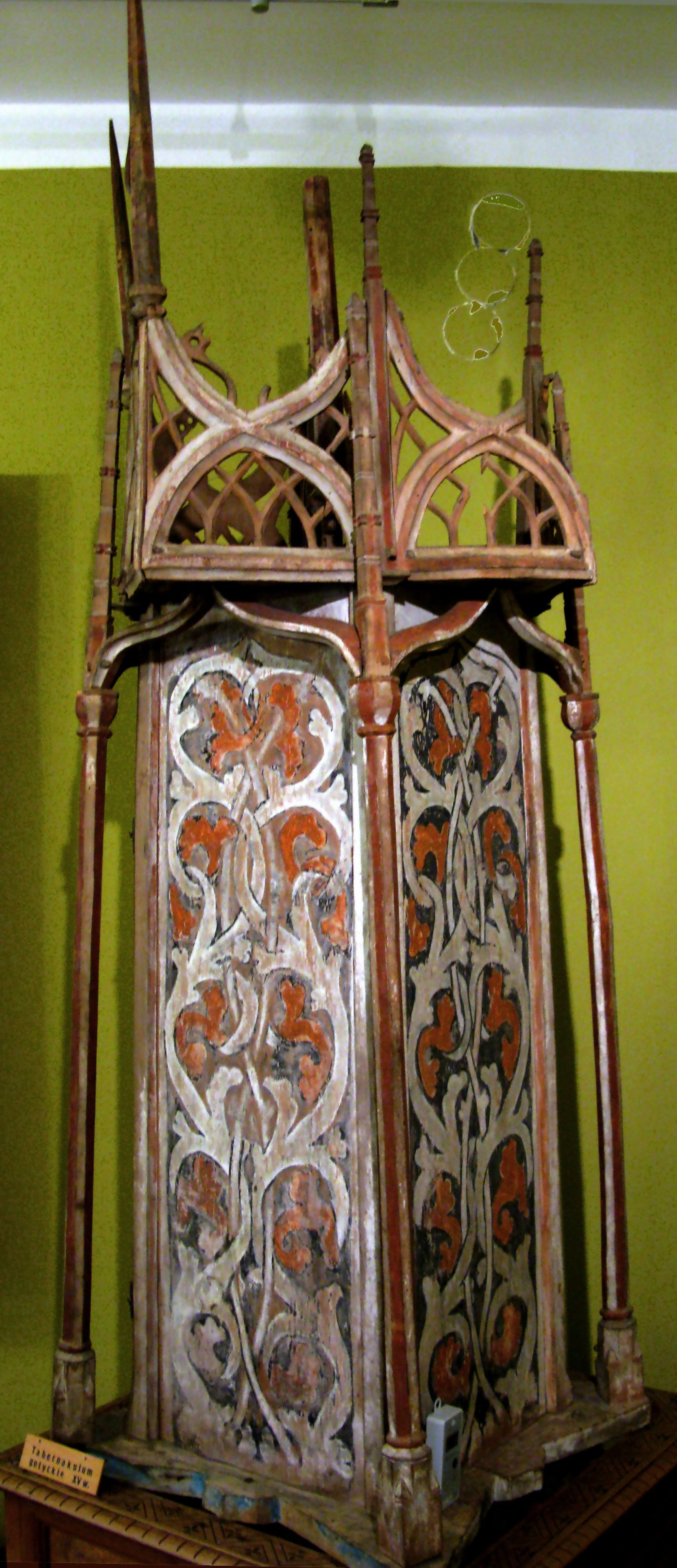
Tabernakulum ze Skalnika (XV wiek)

Tabernakulum (łac. tabernaculum „namiot”) – w chrześcijaństwie, głównie w kościołach katolickich, mała, zamykana na klucz szafka, umieszczona najczęściej w tylnej części prezbiterium. Jest ono miejscem przechowywania chleba eucharystycznego, konsekrowanego w czasie mszy. Zazwyczaj przechowywane są konsekrowane komunikanty w cyborium przeznaczone do rozdzielania Komunii świętej oraz hostia umocowana w melchizedeku w kustodii, przeznaczona do adoracji Najświętszego Sakramentu w monstrancji.
Nazwa tabernakulum, czyli namiot, nawiązuje do starotestamentalnego Namiotu Spotkania, w którym przechowywano Arkę Przymierza – największą świętość religii mojżeszowej. Wchodzili do niego przywódcy Narodu Wybranego, by spotkać się z obecnym tam w szczególny sposób Bogiem.

## Historia
We wczesnym etapie chrześcijaństwa tabernakula znajdowały się również w prywatnych domach chrześcijan – księża i świeccy zabierali poświęcony podczas Eucharystii chleb do swoich domów, aby dać go tym, którzy nie mogli uczestniczyć w liturgii. Nie były to jednak konsekrowane hostie, tylko pobłogosławione chleby, tzw. eulogie, które rozdawane były chorym i biednym. Jednak po wprowadzeniu w 313 r. edyktu tolerancyjnego Konstantyna (edykt mediolański) ustanowiono zwyczaj trzymania Eucharystii jedynie w kościołach. Od tego momentu tabernakulum stało się miejscem adoracji Najświętszego Sakramentu.
Początkowo na tabernakulum znajdowały się wyszukane i skomplikowane formy zdobień, które z biegiem czasu były stopniowo zastępowane formami prostszymi.
Eucharystię najpierw przechowywano w zakrystii (stąd sacrarium). W średniowieczu pojawiła się szafka znajdująca się z dala od środkowej części kościoła, podwieszona nad ołtarzem lub wmurowana w ścianę obok lub za ołtarzem. Od XIII w. zaczęto ją umieszczać na ołtarzu, co miało związek z rozwojem kultu eucharystycznego. Sobór laterański IV (1215) zarządził, aby Eucharystię przechowywano w zamkniętym pojemniku, a tabernakulum było dobrze zabezpieczone. W starych kościołach, budowanych do odprawiania mszy według rytu trydenckiego (versus Dei, czyli przodem do Pana), tabernakulum znajdowało się na ołtarzu głównym. W nowych świątyniach znajduje się tam, gdzie dawniej był ołtarz, czyli w tylnej części prezbiterium lub w osobnej kaplicy (jak zaleca Ogólne wprowadzenie do Mszału Rzymskiego).
Na początku XVI w. biskup Matteo Giberti rozkazał, by (w jego diecezji w Weronie) pomieszczenie na Najświętszy Sakrament znajdowało się na ołtarzu. Zwyczaj ten rozprzestrzenił się na północną część Włoch. Święty Karol Boromeusz (który został Arcybiskupem Mediolanu w 1560 r.) rozkazał przenieść Eucharystię z zakrystii na ołtarz swojej katedry. Jednak wydanie mszału, rozpropagowane przez Papieża Piusa V w 1570 r. (zob. msza trydencka), nadal nie przewidywało umieszczania tabernakulum na ołtarzu. Stało się to regułą dopiero w 1614 r., dzięki papieżowi Pawłowi V. W odpowiedzi na protestanckie zaprzeczenie obecności Chrystusa w Eucharystii zaczęto coraz częściej umieszczać tabernakulum nawet na głównym ołtarzu, skąd było bardziej widoczne. Stawało się coraz większe i bogato zdobione, aż zaczęło dominować nad ołtarzem. Niekiedy przykrywano je ozdobną tkaniną zwaną konopeum.
Zgodnie z obecnymi przepisami liturgicznymi, wymaga się, by tabernakulum było wykonane z materiału trwałego i niepalnego. Winno być nieusuwalne, nieprzezroczyste i dobrze zamykane, by zapobiec narażeniu Świętych Postaci Eucharystycznych na profanację. Klucz do tabernakulum powinien być strzeżony przez proboszcza lub rektora kościoła. Obok tabernakulum umieszcza się wieczną lampkę, będącą znakiem obecności Eucharystii (a przez to Chrystusa) w tabernakulum. Obecność Chrystusa w Eucharystii jest dogmatem wiary, określonym przez Sobór Trydencki.
Po zmianach soborowych w starych kościołach tabernakula pozostawiono na dawnym wielkim ołtarzu w apsydzie kościoła. Jest to miejsce dostojne, zwykle przyozdobione, sprzyjające modlitwie prywatnej i zbiorowej, jak również udzielaniu Komunii świętej. W nowych świątyniach tabernakula umieszczane są w widocznych miejscach w prezbiterium, najczęściej na osi środkowej kościoła. W katedrach lub większych kościołach tabernakula znajdują się w osobnej kaplicy wydzielonej specjalnie do przechowywania i adoracji Eucharystii.

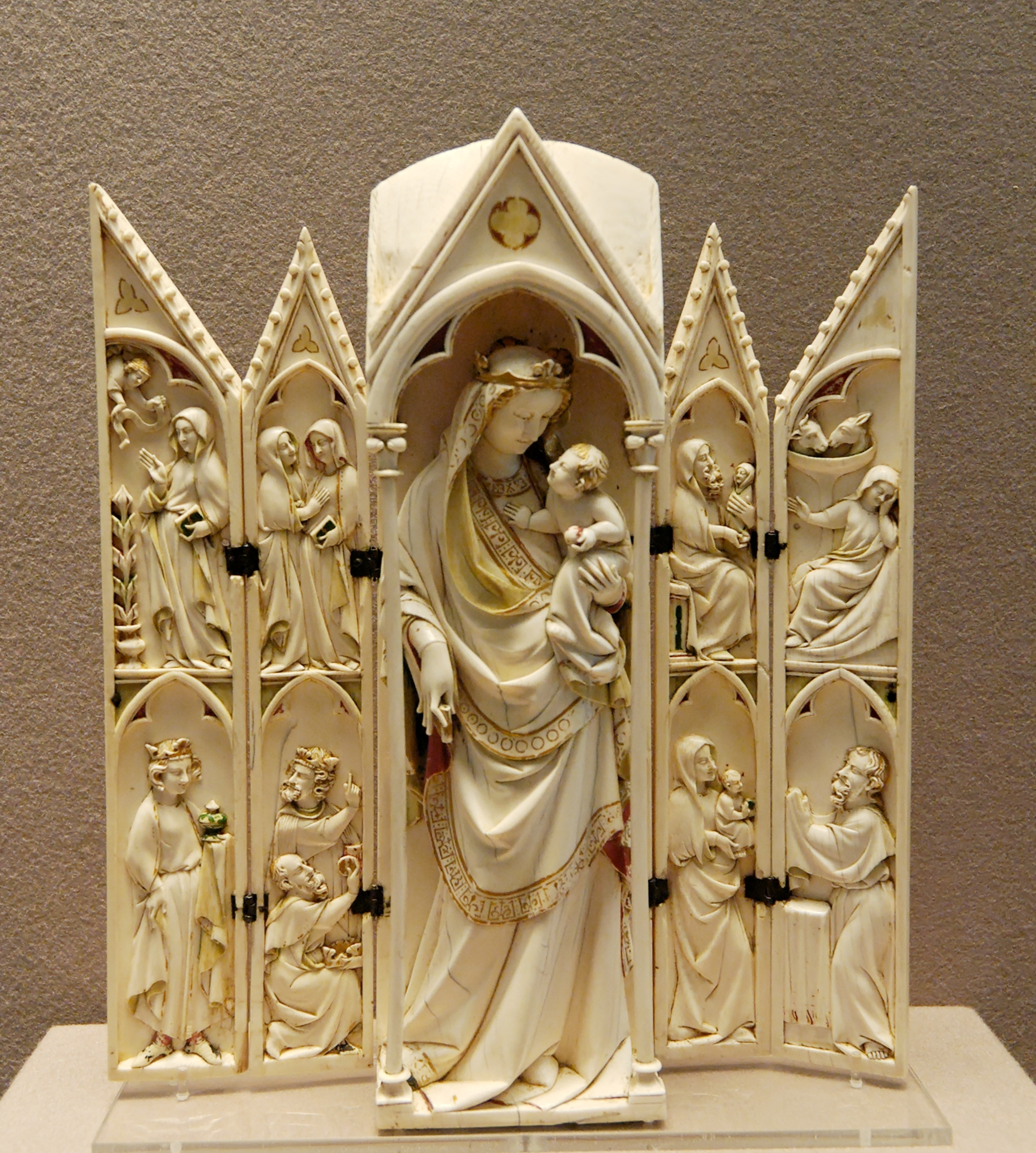
Tabernakulum z kości słoniowej w paryskim Luwrze, XIV w.

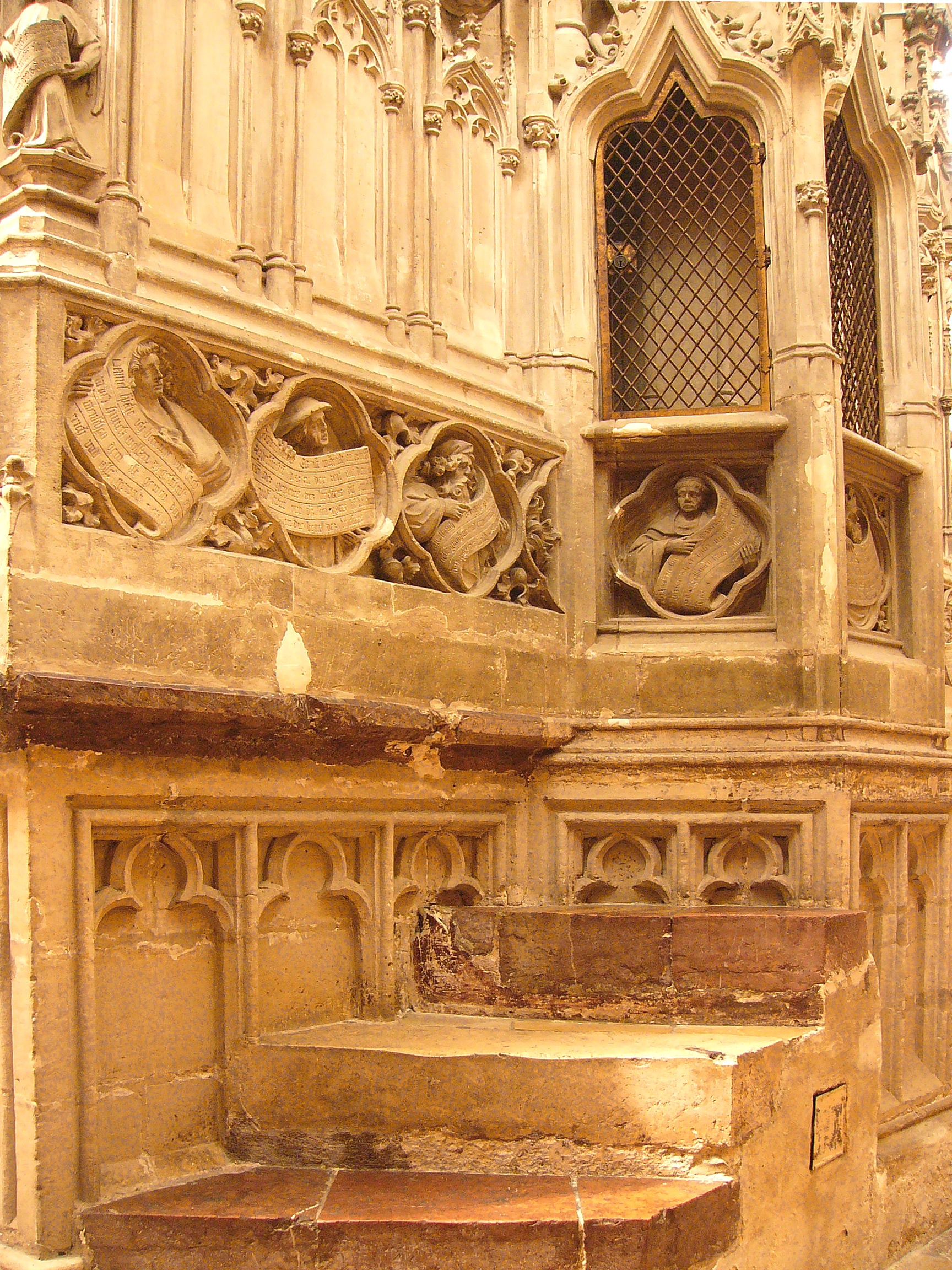
Schody do drzwiczek tabernakulum w tylnej ścianie ołtarza głównego w bazylice kapitulnej pw. św. Marcina w Landshut.

## Czasy obecne

### Kościół katolicki
Kościół katolicki wyznaje doktrynę transsubstancjacji, tzn., że chleb i wino w czasie konsekracji stają się Ciałem i Krwią Chrystusa. Po zakończeniu mszy św. konsekrowany chleb nadal jest Ciałem Chrystusa, zaś konsekrowane wino jest nadal Krwią Chrystusa. Tabernakulum jest miejscem, w którym przechowuje się Ciało Chrystusa (Najświętszy Sakrament), które może być zaniesione tym, którzy nie mogą uczestniczyć w Eucharystii. Najświętszy Sakrament jest także centralnym miejscem, na którym skupiają się wierni podczas indywidualnych lub zbiorowych modlitw w kościele. Światło, które pali się obok tabernakulum podczas mszy, jest znakiem obecności Chrystusa dla zgromadzonych wiernych. Jednym z celów odnowy obrzędu liturgii Kościoła katolickiego zaraz po Soborze Watykańskim II było podkreślenie pierwotności świętowania mszy. Przed Soborem Watykańskim II msza była celebrowana na ołtarzu zwróconym w stronę tabernakulum. Dziś ołtarz, na którym odbywa się celebracja mszy świętej, jest zwrócony w stronę wiernych, a tabernakulum ma swoje oddzielne miejsce, zwykle mniejsze, przeważnie znajdujące się z tyłu ołtarza, dlatego że najważniejszym miejscem w czasie sprawowania liturgii mszy jest właśnie ołtarz. Stoi on zazwyczaj na podwyższeniu, tzw. prezbiterium (to dodatkowo pozwala wiernym skupić się na istocie mszy oraz zauważyć każdy szczegół, który dokonuje się na ołtarzu podczas jej sprawowania). Zachowując godność miejsca, istotę modlitwy i medytacji tabernakulum ma swoją własną przestrzeń.

#### Miejsce przechowywania Najświętszej Eucharystii
314. Biorąc po uwagę przestrzenny układ każdego kościoła i zgodne z prawem miejscowe zwyczaje, Najświętszy Sakrament należy przechowywać w tabernakulum umieszczonym w części kościoła odpowiednio godnej i przyozdobionej oraz sprzyjającej modlitwie.
Tabernakulum winno być zwykle jedno, nieruchome, mocne i nieprzezroczyste. Ma ono być tak zamknięte, aby wykluczało niebezpieczeństwo profanacji. Wskazane jest, aby przed oddaniem do użytku liturgicznego zostało pobłogosławione zgodnie z obrzędem podanym w Rytuale Rzymskim.
315. Z uwagi na znak jest bardziej słuszne, aby na ołtarzu, przy którym sprawuje się Mszę świętą, nie było tabernakulum z Najświętszą Eucharystią.
Uwzględniając decyzję biskupa diecezjalnego, tabernakulum można umieścić:
a) w prezbiterium, poza ołtarzem, przy którym sprawuje się Mszę świętą, w formie i miejscu bardziej odpowiednim, nie wykluczając dawnego ołtarza, którego nie używa się już do celebracji;
b) w jakiejś kaplicy, organicznie związanej z kościołem, nadającej się do prywatnej adoracji i modlitwy wiernych oraz dla nich widocznej.
316. Według przyjętego zwyczaju przed tabernakulum winna nieustannie płonąć lampka, podsycana olejem lub woskiem, aby wskazywała na obecność Chrystusa i pobudzała do Jego czci.
317. Należy pamiętać także o wszystkich innych przepisach prawnych dotyczących przechowywania Najświętszej Eucharystii

Tabernakula są zazwyczaj wykonane z metalu (brąz lub mosiądz) albo czasami z ciężkiego drewna. Są zawsze ostrożnie umiejscowione oraz umocowane i zaryglowane. Niektóre tabernakula są zawoalowane, zwłaszcza, gdy w środku znajduje się monstrancja. Welony, nakładane na monstrancje, są dobrane kolorystycznie do ornatu kapłanów (w celu tworzenia harmonii). Czasem są białe (kolor Hostii), złote (mogą zastępować kolor biały), a czasem fioletowe, zielone bądź czerwone – zależnie od okresu liturgicznego.

### Prawosławie

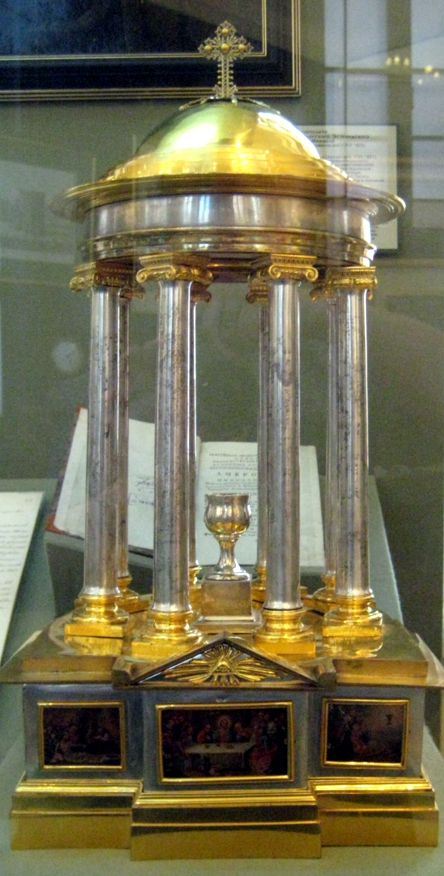
Tabernakulum w kościele prawosławnym

#### Przechowywana Eucharystia
W cerkwiach prawosławnych Najświętszy Sakrament (przechowywana Eucharystia) jest trzymany w tabernakulum znanym pod nazwą darochranitielnica lub (gr.) kibotos, czyli Dom Boży. Darochranitielnica znajduje się na Świętym Stole (prestole), czyli ołtarzu, znajdującym się za ikonostasem. Darochranitielnica jest zazwyczaj wykuta ze złota, srebra lub wyrzeźbiona z drewna i pokryta bogatymi zdobieniami. Najczęściej przypomina ona kształtem miniaturę cerkwi, z krzyżem umieszczonym na górze. Może być otwierana dzięki małym drzwiczkom lub szufladzie. W niektórych cerkwiach darochranitielnica umieszczona jest pod szklaną kopułą, aby zarówno ją, jak i Najświętszy Sakrament chronić przed kurzem i wilgocią. W liturgii prawosławnej nie ma momentu przeistoczenia podczas modlitwy eucharystycznej, gdyż cała modlitwa eucharystyczna jest przeistoczeniem w trakcie Liturgii Ofiary. Jednakże, występuje moment komunii świętej. Najświętszy Sakrament jest traktowany z najwyższą godnością, jako że prawosławni wierzą w rzeczywistą obecność Ciała i Krwi Chrystusa, w Świętych Darach. Duchowieństwo musi być w stanie łaski uświęcającej za każdym razem, gdy błogosławi Najświętszym Sakramentem. Podczas Liturgii Uprzednio Poświęconych Darów (komunia jest otrzymywana z przechowywanej Eucharystii), kiedy to poświęcony chleb jest wyniesiony podczas Wielkiego Wyjścia (jedna z procesji w ramach liturgii prawosławnej), wszyscy pozostają w ciszy, śpiewy ustają i każdy przeżywa ten moment w skupieniu. Prawosławni chrześcijanie zawsze otrzymują Komunię św. pod dwoma postaciami: Ciała i Krwi Chrystusa. Ma to również miejsce podczas przyjmowania Komunii św. przez chorych, dlatego najświętszy sakrament jest przechowywany w daronosnicy. Każdego roku w Wielki Czwartek przechowywana Eucharystia jest odnawiana. Ksiądz odłamuje kawałek prosfory i po poświęceniu, a tuż przed tym jak duchowieństwo otrzymuje Komunię św., bierze on Baranka (prosforę) i skrapia go krwią Chrystusa. Ten oto Baranek zostaje połamany na małe fragmenty, pozostawiony do wyschnięcia i umieszczony w arce. Diakon lub ksiądz spożywa wszystko, co pozostało z przechowywanej Eucharystii z lat poprzednich. Typowa wieczna lampka pali się przy Świętym Miejscu, gdy Najświętszy Sakrament jest wewnątrz. Może to być oddzielna lampka, zwisająca z sufitu lub główna lampa lichtarza, który znajduje się na ołtarzu lub za nim.

#### Komunia dla chorych
Komunia niesiona jest chorym w specjalnym, małym pojemniku zwanym daronosnica. Pojemniki różnią się wzornictwem, najczęściej jest to jednak metalowa skrzynka, z łańcuchem, przymocowanym tak, by można ją było zawiesić na szyi. W skrzynce znajduje się parę przegródek. Jedna z nich zawiera pudełko ze ściśle dopasowaną pokrywką, umieszczona jest w nim przechowywana Eucharystia. Jest tam również miejsce dla bardzo małego kielicha, który mieści niewielką ilość wina i kawałek przechowywanej Eucharystii. Dodatkowo znajdują się tam: mała buteleczka niekonsekrowanego wina, które służy do zmiękczenia Eucharystii przed konsumpcją, małe szczypce, za pomocą których przenosi się kawałek Eucharystii z pudełka do kielicha i łyżeczka do podawania Komunii. Skrzynka do przenoszenia Komunii dla chorych trzymana jest najczęściej na ołtarzu (prestole). Zamiast tej skrzynki duchowni mogą również używać małego kielicha ze ściśle dopasowaną pokrywką. Nalewa się wtedy do kielicha niewielką ilość wina, wkłada kawałek przechowywanej Eucharystii i przykrywa. W ten sposób duchowni mogą podać Komunię chorym biorąc ze sobą jedynie kielich i łyżeczkę.

#### Liturgia Uprzednio Poświęconych Darów
Istnieje również mniejsza darochranitielnica, czasem nazywana pyxis, której używa się w czasie Wielkiego Postu. Najczęściej jest to trójkątne, pozłacane pudełko z motywem krzyża na pokrywce. W Kościele greckokatolickim w wielkopostne niedziele ksiądz konsekruje przechowywaną Eucharystię (w ten sam sposób jak w Wielki Czwartek), by użyć jej w czasie Liturgii Uprzednio Poświęconych Darów. Eucharystia ta jest przechowywana w pyxis na Świętym Stole.

### Kościół anglikański
Wiele z parafii anglikańskich umiejscawia tabernakula w ołtarzu, za nim, nad lub obok niego. Tak jak w Kościele rzymskokatolickim, płomień wiecznej lampki, znajdującej się przy tabernakulum, oznacza obecność przechowywanej Eucharystii. Najczęściej w tabernakulum znajdują się tylko puszka zwana cyborium i Hostia, choć często chowa się tam również wino i poświęcone oleje. Kiedy tabernakulum jest puste zostawia się je otwarte by wierni nieświadomie nie oddawali czci Eucharystii poprzez pokłon czy przyklęknięcie.
Jeśli tabernakula nie są wykonane z drzewa cedrowego, to są nim zazwyczaj wyłożone, ponieważ jego aromatyczne właściwości odstraszają insekty. Anglikańskie artykuły wiary zabraniają użycia przechowywanej Eucharystii i zbyt częstych adoracji Najświętszego Sakramentu. Gdy w XIX w. doszedł do głosu ruch oksfordzki, którego członkowie interesowali się wczesnym katolicyzmem, w Anglii i Północnej Ameryce zaczęto inaczej interpretować artykuły wiary lub całkiem je odrzucono. Dało to początek grupie anglikanów nazywaną anglokatolikami traktującej reformację jako jeden z epizodów w historii Kościoła, który w żaden sposób nie określa ich wiary. Kiedy restrykcje przestały mieć tak duży wpływ na komunię świętą, w kościele anglikańskim w wielu parafiach zaczęto adorować Najświętszy Sakrament lub w inny sposób oddawać cześć Eucharystii.